# José Acevedo (Fußballspieler)
José Miguel Acevedo Garrido (* 11. Dezember 1985 in Rancagua) ist ein ehemaliger chilenischer Fußballspieler auf der Position des Torwarts.

## Karriere
José Acevedo spielte in der Jugend von CD O’Higgins, konnte sich in der Profimannschaft allerdings nicht durchsetzen. Erst 2007 bei Deportes Santa Cruz, das zu diesem Zeitpunkt in der Tercera División spielte, kam der junge Torwart zu Einsätzen. Nach dem Abstieg von Santa Cruz in die Cuarta División blieb Acevedo in der Spielklasse bei seinem neuen Klub Naval und schaffte im Folgejahr mit dem Verein aus Talcahuano den Aufstieg in die Primera B. 2012 wechselte er auf Leihbasis zum CD Cobreloa in die Primera División als dritter Torwart. Dort kam Acevedo auf fünf Ligaeinsätze in fast drei Jahren. Danach spielte er wieder in unteren Ligen Chiles für Deportes Valdivia und Malleco Unido in der Segunda División sowie für Deportes Copiapó und Deportes Iberia in der Primera B. Seine Karriere beendete Acevedo bei Malleco Unido 2018.